# Roman Jurjewitsch Ljubimow
Roman Jurjewitsch Ljubimow (russisch Роман Юрьевич Любимов; englische Transkription: Roman Yuryevich Lyubimov; * 6. Januar 1992 in Twer) ist ein russischer Eishockeyspieler, der seit der Saison 2024/25 bei den Abu Dhabi Storms in den Vereinigten Arabischen Emiraten unter Vertrag steht und dort auf der Position des linken Flügelstürmers spielt. Zuvor verbrachte Ljubimow unter anderem eine Spielzeit bei den Philadelphia Flyers in der National Hockey League (NHL) und absolvierte über 500 Partien in der Kontinentalen Hockey-Liga (KHL).

## Karriere
Ljubimow erlernte das Eishockeyspielen im Klub seiner Geburtsstadt, dem THK Twer. Bereits als 16-Jähriger war der Stürmer Stammspieler in der zweiten Mannschaft des HK ZSKA Moskau, für die er in der Saison 2008/09 in drittklassigen Perwaja Liga auflief. In insgesamt 67 Einsätzen erzielte er dabei 16 Tore und bereitete weitere sieben vor. Die Spielzeit 2009/10 verbrachte Ljubimow dann altersgerecht in der neu eingeführten Molodjoschnaja Chokkeinaja Liga bei ZSKAs Juniorenteam Krasnaja Armija. Dem MHL-Juniorenteam, das er am Ende der Saison 2010/11 als Mannschaftskapitän zum Titelgewinn führte, gehörte der Angreifer auch die folgenden beiden Spielzeiten an. Parallel sammelte erste Einsatzzeiten in der ersten Mannschaft des Armeeklubs in der Kontinentalen Hockey-Liga.
Mit Beginn des Spieljahres 2012/13 gehörte Ljubimow endgültig dem KHL-Kader an und lief in 31 Spielen für die Mannschaft auf. Auf Leihbasis absolvierte er zudem einige Einsätze für seinen Heimatklub THK Twer in der zweitklassigen Wysschaja Hockey-Liga. Ähnlich verhielt es sich auch in der folgenden Spielzeit, als er ebenfalls zwei Einsätze in der WHL absolvierte. Dort lief er allerdings für den HK Kuban Krasnodar auf. Dennoch etablierte er sich mit 42 Einsätzen für ZSKA als Stammspieler. Diese Position füllte der linke Flügelstürmer bis zum Ende der Saison 2015/16 aus. Seine Leistungen – insbesondere im Defensivbereich – führten schließlich dazu, dass er Mitte Juli 2016 ein Angebot über ein Jahr der Philadelphia Flyers aus der National Hockey League annahm und daraufhin nach Nordamerika wechselte. Nachdem er für die Flyers im Saisonverlauf 47 Spiele absolviert hatte, kehrte er im Sommer 2017 zu ZSKA zurück.
Nach einem Jahr beim ZSKA wechselte er im August 2018 zum HK Metallurg Magnitogorsk und verbrachte dort zwei Spielzeiten. Anschließend war Ljubimow in den folgenden drei Spieljahren für den HK Spartak Moskau, Ak Bars Kasan und Amur Chabarowsk tätig. Nach der Saison 2022/23 fand der Stürmer keinen neuen Vertragspartner und erhielt schließlich Ende Dezember 2023 einen Vertrag bei den Brûleurs de Loups de Grenoble aus der französischen Ligue Magnus. Mit dem Team gewann er die Coupe de France. Zur Saison 2024/25 wechselte der Russe in die Vereinigten Arabischen Emirate, wo er zunächst für die Mannschaft Galaxy Warriors auflief. Nach drei Partien wechselte er innerhalb der Liga zu den Abu Dhabi Storms.

### International
Für sein Heimatland spielte Ljubimow im Juniorenbereich bei der U18-Junioren-Weltmeisterschaft 2010 in Belarus. Dabei belegte er mit dem Team den vierten Rang. Sein Debüt für die Sbornaja gab der Stürmer im Verlauf der Saison 2015/16 im Rahmen der Euro Hockey Tour, wo er sich für einen Platz im Kader für die Weltmeisterschaft 2016 empfahl. Dort trug er mit vier Toren und ebenso vielen Vorlagen in zehn Einsätzen maßgeblich zum Gewinn der Bronzemedaille bei.

## Erfolge und Auszeichnungen
- 2011 Meister der Molodjoschnaja Chokkeinaja Liga mit Krasnaja Armija Moskau
- 2012 Teilnahme am MHL All-Star-Game
- 2024 Coupe-de-France-Gewinn mit den Brûleurs de Loups de Grenoble

### International
- 2016 Bronzemedaille bei der Weltmeisterschaft

## Karrierestatistik
Stand: Ende der Saison 2023/24

### International
Vertrat Russland bei:
- U18-Junioren-Weltmeisterschaft 2010
- Weltmeisterschaft 2016

(Legende zur Spielerstatistik: Sp oder GP = absolvierte Spiele; T oder G = erzielte Tore; V oder A = erzielte Assists; Pkt oder Pts = erzielte Scorerpunkte; SM oder PIM = erhaltene Strafminuten; +/− = Plus/Minus-Bilanz; PP = erzielte Überzahltore; SH = erzielte Unterzahltore; GW = erzielte Siegtore; 1 Play-downs/Relegation; Kursiv: Statistik nicht vollständig)